# Il Cuore A Modo Mio
Il Cuore A Modo Mio – szósty album studyjny włoskiej piosenkarki Alexii. Płyta została wydana 7 marca 2003 roku i zawiera szesnaście utworów.

## Lista utworów
| Nr  | Tytuł                                    | Długość |
| --- | ---------------------------------------- | ------- |
| 1.  | Intro                                    | 0:39    |
| 2.  | Cuore Non Hai                            | 3:12    |
| 3.  | Preludio 1                               | 0:04    |
| 4.  | Saturday Night                           | 3:08    |
| 5.  | Preludio 2                               | 0:04    |
| 6.  | Per Dire Di No                           | 3:26    |
| 7.  | Crazy War                                | 4:50    |
| 8.  | Four Jumps                               | 1:31    |
| 9.  | Egoista                                  | 3:33    |
| 10. | C'est La Vie                             | 4:22    |
| 11. | Freddo Nell'anima                        | 4:08    |
| 12. | Fatti Insegnare Dalla Mamma              | 4:06    |
| 13. | Qualcosa Di Forte                        | 5:27    |
| 14. | Tu Mi Fai Vivere                         | 4:20    |
| 15. | I Never Loved A Man (The Way I Love You) | 3:12    |
| 16. | Per Dire Di No (Reprise)                 | 3:55    |